# El agua
Pour plus de détails, voir Fiche technique et Distribution.
El agua est un film hispano-franco-suisse réalisé par Elena López Riera et sorti en 2022.

## Synopsis
C'est l'été dans un petit village du sud-est espagnol. Une tempête menace de faire déborder à nouveau la rivière qui le traverse. Une ancienne croyance populaire assure que certaines femmes sont prédestinées à disparaître à chaque nouvelle inondation, car elles ont « l'eau en elles ». Une bande de jeunes essaie de survivre à la lassitude de l’été, ils fument, dansent, se désirent. Dans cette atmosphère électrique, Ana et José vivent une histoire d'amour, jusqu'à ce que la tempête éclate.

## Fiche technique
- Titre : El agua
- Réalisation : Elena López Riera
- Scénario : Elena López Riera et Philippe Azoury
- Photographie : Giuseppe Truppi
- Musique : Mandine Knoepfel
- Montage : Raphaël Lefèvre
- Décors : Miguel Angel Rebollo
- Costumes : Nuria Pascual
- Son : Carlos Ibañez, Mathieu Farnarier et Denis Séchaud
- Production : Suica Films - Alina Film - Les Films du Worso - Radio télévision suisse
- Distribution (France) : Les Films du losange
- Pays de production :  Suisse -  Espagne -  France
- Durée : 104 minutes
- Dates de sortie : France - mai 2022 (Festival de Cannes - Première mondiale)[1] ; 1er mars 2023 (sortie nationale)

## Distribution
- Luna Pamies : Ana
- Alberto Olmo : José
- Bárbara Lennie : Isabella, la mère d'Ana
- Nieve De Medina : la grand-mère d'Ana
- Irene Pellicer : Cristina
- Lidia María Cánovas : Maria Lidia
- Pascual Valero : le père de José
- Joaquín Cortés : Gonzalo
- Ahmed Hraita : Ahmed
- Philippe Azoury : Julián

## Distinctions

### Récompenses
- Festival international du film de femmes de Salé 2022 : Prix du jury[2]
- Festival du film espagnol Cinespaña de Toulouse 2022 : Violette d'or[3]

### Nomination
- Prix Goya du meilleur espoir féminin 2022 pour Luna Pamies[4]

### Sélections
- Festival de Cannes 2022 (sélection de la Quinzaine des cinéastes)
- Festival international du film de Toronto 2022
- Festival international de cinéma de Marseille 2022